# 乌莱拉德尔坎波
乌莱拉德尔坎波，是西班牙安达卢西亚自治区阿尔梅里亚省的一个市镇。 总面积39km2, 总人口1010人（2001年），人口密度26人/km2。